# Дус Сантус, Теотониу
Теотониу дус Сантус (порт.-браз. Theotonio dos Santos Júnior; 11 ноября 1936, Карангола, Минас-Жерайс — 27 февраля 2018, Рио-де-Жанейро) — бразильский экономист, социолог и политолог, профессор Федерального университета Флуминенсе, один из создателей теории зависимого развития и представителей мир-системного анализа. Лауреат Marxian Economics Award (2013).
Жена — Ваня Бамбирра.

## Биография и академические данные
Родился в Каранголе, штат Минас-Жерайс, 11 ноября 1936 года, официально зарегистрирован 11 января 1937 года. С 1958 по 1961 год Теотониу обучался на экономическом факультете Федерального университета Минас-Жерайса[en], получив степень бакалавра социологии, политики и государственного управления. Активно участвует в деятельности студенческого профсоюза, организует кружок по изучению марксизма. Этот кружок вместе с другими антисталинистскими организациями Бразилии в 1961 году образовал леворадикальную антисталинскую организацию «Рабочая политика».
В 1963 году знакомится с Андре Гундером Франком, на семинарах которого при участии Руя Мауро Марини, Вани Бамбирры и других марксистских исследователей закладывается основа теории зависимого развития. После военного переворота 1964 года Дус Сантус переходит на нелегальное положение, участвуя в подпольной борьбе «Рабочей политики». В 1966 году был вынужден покинуть Бразилию и эмигрировать в Чили, где возглавил Центр социально-экономических исследований Университета Чили.
Чилийский военный переворот 1973 года вынуждает Дус Сантуса во второй раз искать себе убежище — на этот раз в Мексике. Там он становится профессором экономики отдела аспирантуры на экономико-философском факультете Национального автономного университета Мексики. В 1975 году Дус Сантус был назначен координатором докторантуры по экономике, а в 1978 — директором аспирантуры НАУМ. В этот период своей работы Теотониу посвящает много времени разработке теории мир-системы, которую он рассматривает как более высокую ступень развития теории зависимого развития. Так же он прикладывает усилия к возобновлению работы Центра социально-экономических исследований, уничтоженного чилийскими репрессиями. В 1979 году участвует в создании оппозиционной Демократической рабочей партии Бразилии, а вслед за амнистией 1980 года возвращается на родину.
В 1982 году участвует в качестве кандидата на выборах губернатора Минас Жерайса, а так же на выборах депутата федерального округа в 1986 году.
В течение 1980-х годов Теотониу стал консультантом Университета Организации Объединённых Наций (УООН) и ЮНЕСКО. В 90-х годах Дус Сантус становится президентом Латиноамериканской ассоциации социологов (ALAS), членом исполнительного совета Латиноамериканской ассоциации научно-технической политики, консультантом Латиноамериканской экономической системы (SELA) и директором Дома экономических наук Парижского университета-1. В 1985 году становится доктором экономики в Федеральном университете Минас-Жерайса, а в 1986 году — профессором. В 1988 году занимает должность профессора в Федеральном университете Флуминенсе. С 1997 года и до смерти являлся руководителем Университета глобальной экономики и устойчивого развития ООН.
Теотониу Дус Сантус умер 27 февраля 2018 года в возрасте 81 года, вследствие рака поджелудочной железы.

## Сочинения
- Dos Santos T. El nuevo caracter de la dependencia. Santiago-de-Chile, 1968.
- Dos Santos T. Socialismo o fascismo: dilema de América Latina. Santiago-de-Chile, 1969
- Dos Santos T. Socialismo o fascismo. El nuevo caracter de la dependencia y el dilema latinoamericano. Buenos Aires, 1973.